# Trashigang
Trashigang (Dzongkha: བཀྲ་ཤིས་སྒང་རྫོང་ཁག་; Wylie: Bkra-shis-sgang rdzong-khag) är ett av Bhutans tjugo distrikt (dzongkha). Huvudstaden är Trashigang.
Distriktet har cirka 51 134 invånare på en yta av 2 316 km².

## Administrativ indelning
Distriktet är indelat i femton gewog:
- Bartsham Gewog
- Bidung Gewog
- Kanglung Gewog
- Kangpara Gewog
- Khaling Gewog
- Lumang Gewog
- Merak Gewog
- Phongmey Gewog
- Radhi Gewog
- Sakten Gewog
- Samkhar Gewog
- Shongphu Gewog
- Thrimshing Gewog
- Uzorong Gewog
- Yangneer Gewog